# Піванське сільське поселення
Піва́нське сільське поселення (рос. Пиваньское сельское поселение) — сільське поселення у складі Комсомольського району Хабаровського краю Росії.
Адміністративний центр та єдиний населений пункт — село Півань.

## Населення
Населення сільського поселення становить 1770 осіб (2019; 1754 у 2010, 1683 у 2002).